# The Offspring
The Offspring (někdy jen Offspring) je americká punk rocková hudební skupina z Huntington Beach v Kalifornii založená v roce 1984. Skupina dříve známá jako Manic Subsidal se skládá ze čtveřice členů Dextera Hollanda (kytara, zpěv), Kevina „Noodles“ Wassermana (kytara, doprovodný zpěv), Todd Morse (basová kytara, doprovodný zpěv) a Peteho Parady (bicí). Parada nahradil původního bubeníka skupiny Rona Weltyho v roce 2007, při nahrávání alba Rise and Fall, Rage and Grace v roce 2007. V listopadu roku 2018 skončil ve skupině jeden z jejích zakládajících členů, baskytarista Greg Kriesel a nahradil ho Todd Morse.
Kapela The Offspring vznikla v 80. letech současně s dalšími kalifornskými skupinami Sublime, Rancid a Green Day  a podíleli se tak na oživení punk-rockové scény v USA během první poloviny 90. let. Poprvé dosáhli velkého komerčního úspěchu deskou Smash z roku 1994, které se prodalo přes 12 milionů kusů. Po tomto úspěchu se o kapelu začala zajímat velká vydavatelství a The Offspring nakonec podepsali smlouvu s Columbia Records. Tímto albem odstartovala jejich úspěšná kariéra. První album s Columbia Records Ixnay on the Hombre bylo vydáno v roce 1997 a získalo dobré ohlasy v kritice. V roce 1998 vydala skupina páté album s názvem Americana, které je nejúspěšnějším albem kapely. Prodalo se ho přes 12 milionů kusů a získalo několikanásobné ocenění platinové desky. I následující deska Conspiracy of One z roku 2000 obdržela platinovou certifikaci. Album Splinter z roku 2003 už sice nezaznamenalo takový úspěch jako předchozí dvě, ale i tak získalo ocenění zlaté desky.  Dalším albem skupiny je Rise and Fall, Rage and Grace z roku 2007, které zaznamenalo úspěch především díky hitu „You're Gonna Go Far, Kid“, který obsadil na 37 týdnů první příčku v americkém žebříčku Alternative Songs časopisu Billboard. Deváté studiové album Days Go By vyšlo po dlouhém odkládání 26. června 2012. Skupina prodala více než 34 milionů desek, čímž se stali po Green Day druhou nejprodávanější punk-rockovou skupinou v historii.
Spolu s britskými kapelami Kaiser Chiefs, Enter Shikari a Massive Attack patřili mezi hlavní hvězdy festivalu Rock for People 2008, kde představili i několik písní z tehdy nové desky Rise and Fall, Rage and Grace. Do Česka se znovu vrátili 16. srpna 2011, kdy v Průmyslovém paláci v Praze zahájili svoje letní turné po Evropě.

## Historie

### Začátky (1984–1987)

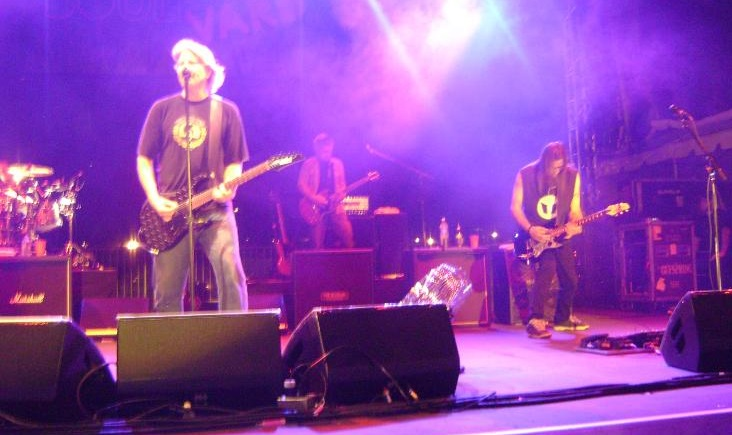
The Offspring na koncertě s kapelou Good Charlotte v roce 2008

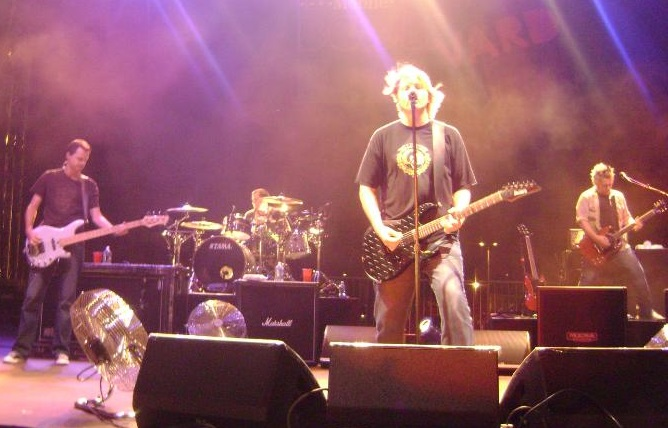
The Offspring při vystoupení v roce 2008

První zmínky o kapele sahají až do roku 1984. Na střední škole v Orange County se třídní premiant Dexter Holland a Greg Kriesel, kteří se potkali ve školním běžeckém týmu, rozhodli založit kapelu Manic Subsidal. Nápad založit skupinu dostali, když stáli před vchodem na koncert, kam je odmítli pustit. Netrvalo dlouho a Holland přešel od bubnů ke kytaře a zpěvu a na post bicích přijali Jamese Lilju. Nejprve však přizvali dalšího zpěváka Douga Thompsona, a také kytaristu Kevina „Noodlese“ Wassermanna, místního školníka. S odstupem času oba původní členové přiznávají, že velkou roli v přijetí Noodlese hrál fakt, že v té době už mohl bez problémů nakupovat alkoholické nápoje. Dalším členem se stal bubeník Jim Benton. Nakonec ze skupiny odešli Benton a Thomson a tehdy nastoupil James Lilja. Jako zkušebnu si vybrali garáž v domě Krieselových rodičů. Koncem roku 1985 měli první vystoupení v Santa Cruz a v San Francisku. V roce 1986 si kapela změnila název na The Offspring.
V tom samém roce vydali písně „I'll Be Waiting“ a „Blackball“ na společné singl desce ve svém vlastním vydavatelství Black records. Později v roce 1986 vydali kompilaci Subject to Blackout a demo album 6 songs, které bylo dobře ohodnoceno kritiky z časopisu Maximum Rocknroll. V roce 1987 opustil kapelu bubeník James Lilja, který odešel na medicínu a nahradil ho teprve šestnáctiletý Ron Welty.

### The Offspring a Ignition (1988–1993)

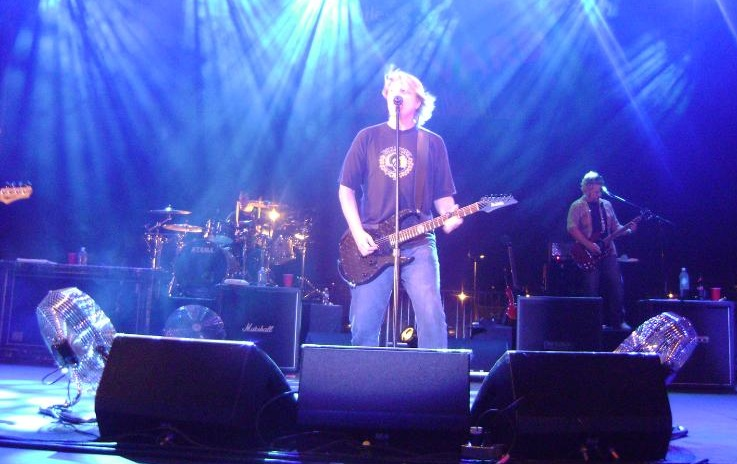
The Offspring v New Yorku, 20. 9. 2008

Poté, co v roce 1988 vydali další demo desku, podepsali smlouvu s malým vydavatelstvím Nemesis Records. V březnu roku 1989 začali spolupracovat s producentem Thomem Wilsonem, který mimo jiné spolupracoval s dalšími známými skupinami jako jsou The Adolescents, Dead Kennedys, Social Distortion, The Vandals, či Youth Brigade. Společně s ním natočili svoje debutové album The Offspring, které vyšlo v roce 1989. Album bylo vydáno v omezené edici a pouze na dvanáctipalcových deskách, vydání na CD se album dočkalo až v roce 1995. Následovalo šestitýdenní turné po USA, avšak později během protijaderné demonstrace byl Noodles pobodán.
V roce 1991 vydali EP album Baghdad, znovu pod taktovkou Thoma Wilsona. Tato deska byla nápomocná při smlouvání s vydavatelstvím Epitaph Records. Wilson se snažil kapelu prosadit v tomto vydavatelství, které vedl Brett Gurewitz z kapely Bad Religion. Gurewitz sice namítal, že The Offspring nejsou dostatečně výrazní, ale EP Baghdad ho přesvědčilo a nechal kapelu vystoupit v jednom záběru.
V roce 1992 se kapela vrátila znovu do studia, aby nahrála svoje druhé album Ignition, znovu ve spolupráci s Thomem Wilsonem. Album bylo vydané v říjnu roku 1992 a překročilo všechna očekávání vydavatele i skupiny. Následující dva roky skupina koncertovala na několika turné, například s punkovou skupinou Pennywise, či ska punkovými kapelami No Doubt a Voodoo Glow Skulls.

### Úspěšný Smash a Ixnay on the Hombre (1994–1997)

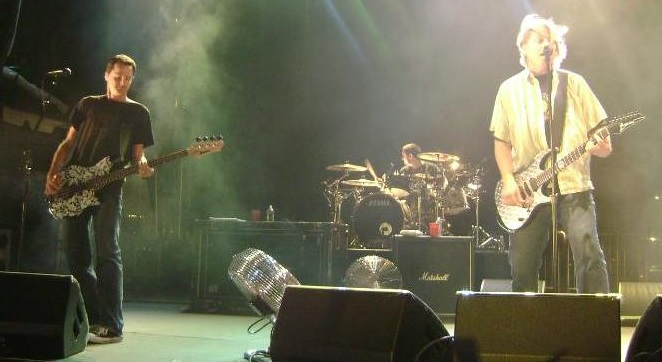
The Offspring, zleva: Greg Kriesel, Pete Parada (za bubny), Dexter Holland

Mezi lety 1993 a 1994 vystoupila skupina na několika koncertech po USA, a také doprovodila skupinu NOFX na jejím turné po Evropě. V roce 1993 se skupina vrátila do studia, aby natočila další studiové album. Deska Smash vyšla v dubnu roku 1994. Album poháněné především hity „Come Out and Play“, „Self Esteem“ a „Gotta Get Away“ se stalo nejprodávanějším albem, které vyšlo v malém vydavatelství, v historii. Deska získala 6 platinových ocenění a prodávala se dobře i po světě, například v Austrálii obsadila na tři týdny první příčku hlavní australské hitparády ARIA Charts.
Po úspěchu s deskou Smash se skupina za ušetřené peníze založit vlastní vydavatelství s názvem Nitro Records. V něm v roce 1995 znovu vydali své první album The Offspring. Vydavatelství podepsalo smlouvu s několika punkovými skupinami, například The Vandals, Guttermouth, či Jughead's Revenge.
The Offspring opustili Epitaph Records, aby podepsali novou smlouvu s větším vydavatelstvím Columbia Records. V roce 1996 začali nahrávat nové album, Ixnay on the Hombre vyšlo 4. února 1997 , v den 34. narozenin Noodlese. Spolupracovali na něm s producentem Davem Jerdenem, který spolupracoval například se skupinami Social Distortion a Jane's Addiction. Toto album nebylo tak úspěšné jako Smash, ačkoliv se ho prodalo přes 4 miliony kusů. Album přineslo několik nových hitů, nejznámější jsou „All I Want“, „Gone Away“ a „I Choose“. Videoklip k „Gone Away“ režíroval sám Holland. Holland v jednom rozhovoru uvedl, že Ixnay on the Hombre asi nebylo tak úspěšné, protože znělo jinak než Smash, zatímco fanoušci očekávali album podobné tomu z roku 1994.

### Americana a Conspiracy of One (1998–2002)
Když se v roce 1998 na internetu objevil singl „Pretty Fly“ z ještě nevydaného alba Americana, stáhlo si jej během několika týdnů přes 22 milionů lidí a jedná se tak podle časopisu Rolling Stone o nejvíce stahovaný hit všech dob. Deska Americana byla vydána v listopadu roku 1998 a přinesla s sebou další hity „Why Don't You Get a Job“ a „The Kids Aren't Alright“, které se staly spolu s „Pretty Fly (for a White Guy)“ největšími hity kapely. Dalším známým hitem alba je „She‘s Got Issues“.
Skupina se objevila v hororu Ruka zabiják, kde zahrála přehrávku písně „I Wanna Be Sedated“ od skupiny The Ramones a vlastní hit „Beheaded“, který hrají těsně předtím, než je role Dextera Hollanda zabita. Také se zúčastnili festivalu Woodstock v roce 1999. Poté pokračovala skupina na turné, zastavila se v Japonsku a Austrálii.
V roce 2000 vydala kapela své šesté album s názvem Conspiracy of One. Skupina chtěla vydat celé album ve verzi pro stáhnutí z internetu, chtěla tak podpořit stahování z internetu. Nicméně pod hrozbou žaloby ze strany společnosti Columbia prostřednictvím mateřské společnosti Sony uvolnila skupina na své stránce pouze hit „Original Prankster“. Zbytek písní však unikl prostřednictvím fanouškovských stránek. Skupina také začala prodávat trička s logem společnosti Napster, kterou pak z tržeb dotovala.
Skupina také vydala píseň „Defy You“ výhradně pro film Orange County.

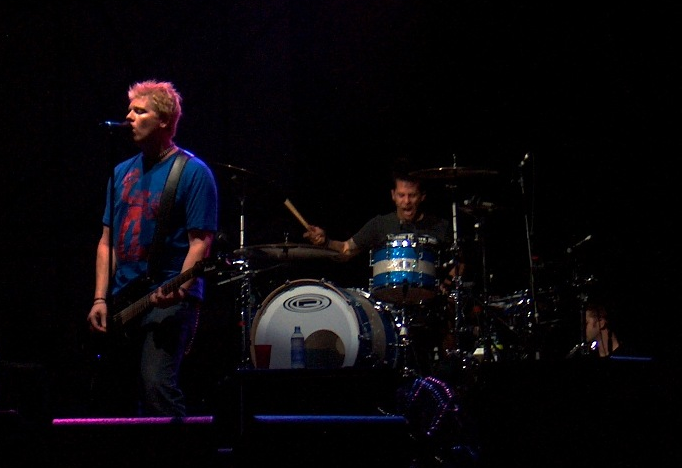
Dexter Holland a Adam Willard při vystoupení v Miláně v roce 2005

### Odchod Rona Weltyho, Splinter a Greatest Hits (2003–2005)
V roce 2003 opustil skupinu dlouholetý bubeník Ron Welty, aby odešel do skupiny Steady Ground. Ve stejném roce vydala skupina své sedmé studiové album s názvem Splinter. Skupina pozvala Joshe Freeseho, aby při nahrávání zastoupil Rona Weltyho na pozici bubeníka. Později pak kapela uvedla, že na místo bubeníka nastoupil Atom Willard. Původně se album mělo jmenovat Chinese Democrazy (You Snooze, You Lose) podle názvu velice zpožděného alba kapely Guns N' Roses. V reakci na to napsal frontman skupiny Guns N' Roses Axl Rose žádost kapele The Offspring k zastavení této činnosti, jinak že budou následovat právní kroky. Když si však uvědomil, že kapela oznámila jméno nového alba v den 1. dubna, uklidnil se. Album již nebylo tak úspěšné jako předchozí, ale přineslo několik nových hitů, jako „Hit That“ „(Can't Get My) Head Around You“ a „Spare Me the Details“.
V roce 2005 skupina vydala kompilační album Greatest Hits, které obsahuje největší hity z let 1994–2003, od alba Smash po Splinter. Na desce jsou navíc dva dosud nevydané hity a to „Can't Repeat“ a „Next to You“, což je přehrávka původní písně skupiny The Police. Deska neobsahuje nic z alb The Offspring ani Ignition. Pro album byla použita technologie DualDisků, na druhé straně je video, kde Dexter Holland a Noodles diskutují o historii skupiny a také akustická verze písně „Dirty Magic“. Ve stejném roce vydala skupina také DVD se všemi videoklipy a několika záběry z koncertů.
V létě roku 2005 zahrála skupina poprvé na Vans Warped Tour, a pak následovalo turné po Evropě a Japonsku. Když kapela skončila s koncertováním po světě, dala si krátkou pauzu ve své činnosti. Během přestávky v roce 2006 nalákal Tom DeLonge Atoma Willarda do skupiny Angels & Airwaves a vydali album We Don't Need to Whisper.

### Rise and Fall, Rage and Grace (2006–2009)
V listopadu roku 2006 se začalo proslýchat, že se kapela The Offspring vrátila do studia, aby natočila své osmé studiové album Rise and Fall, Rage and Grace. Spolupracovali na něm s producentem Bobem Rockem. V červenci roku 2007 Holland oznámil, že je dosud nahrané písně jsou volně k poslechnutí na iMeem.com.
V červenci byl vybrán nový bubeník Pete Parada ze skupiny Saves the Day, který nahradil Atoma Willarda, který odešel do skupiny Angels & Airwaves. Poprvé se skupina ukázala s novým bubeníkem v srpnu na Summer Sonic festivalu v Japonsku. Během představení zahrála poprvé také první singl z nového alba „Hammerhead“. Pete Parada však na novém albu nehrál, skupinu stejně jako při nahrávání Splinteru podpořil Josh Freese. Od února do května roku 2008 skupina vedla australský festival Soundwave společně s kapelami Incubus a Killswitch Engage.

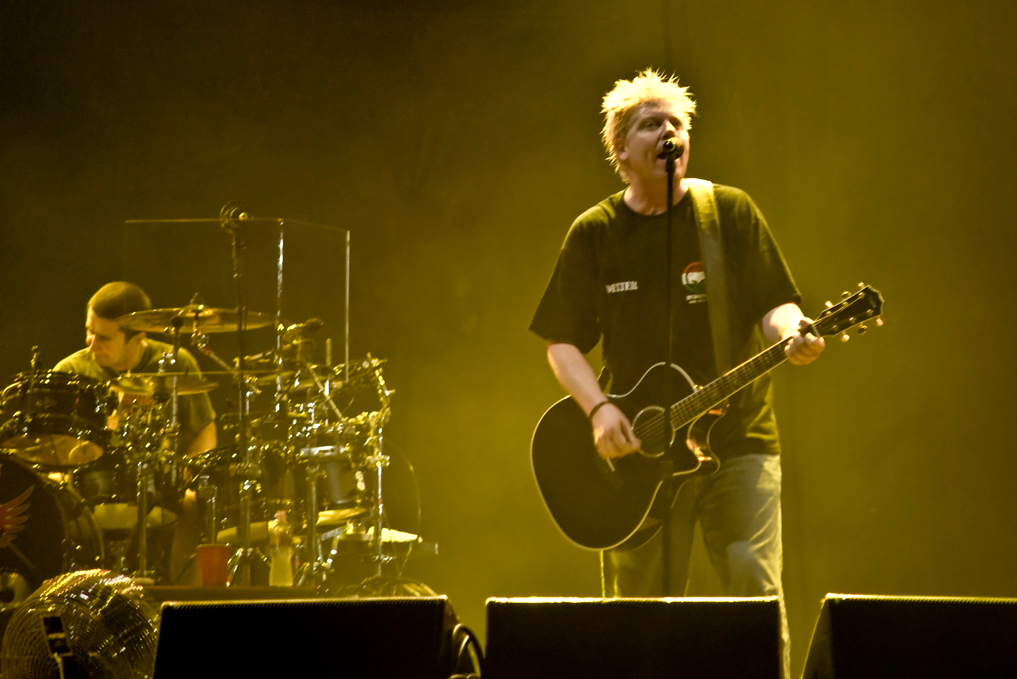
Pete Parada a Dexter Holland při vystoupení v roce 2009

Devátého dubna 2008 Dexter Holland oznámil, že nové album se bude jmenovat Rise and Fall, Rage and Grace a vyjde 17. června 2008. Začátkem května uvolnila skupina do rádia první hit „Hammerhead“, který navíc uvolnila ke stažení na svých stránkách. Druhý hit alba s názvem „You're Gonna Go Far, Kid“ obsadil na jedenáct týdnů čelo žebříčku Hot Modern Rock Tracks, což z něj činí jeden z nejúspěšnějších hitů v historii skupiny.
V dubnu také Epitaph Records oznámili, že spolu s novým albem začnou znovu prodávat alba Ignition a Smash, remasterované edice vyšly ve stejný den jako nové album Rise and Fall, Rage and Grace.
Turné na podporu nového alba začala 16. května 2008 na X Fest festivalu v Kalifornii. Na konci května skupina ohlásila, že baskytaristu Grega Kriesela nahradí při několika vystoupeních Scott Shiflett ze skupiny Face to Face, protože v Kriselově rodině se narodilo dítě. Kriesel se vrátil v půli června. V říjnu skupinu doprovodili při turné po Japonsku a Jižní Americe kytarista Andrew Freeman. Skupina vystoupila i na KROQ Almost Acoustic Christmas, kde v rozhovoru Noodles uvedl, že si skupina hodlá dát asi dva měsíce pauzu a znovu začít v roce 2009. Od května do července vyrazili na turné s názvem „Shit is Fucked Up“ po Severní Americe. Doprovázeli je muzikanti jako Dropkick Murphys, Alkaline Trio, Street Dogs, Pennywise, Shiny Toy Guns, Sum 41 či Frank Turner.

### Happy Hour! a Days Go By (2009–současnost)

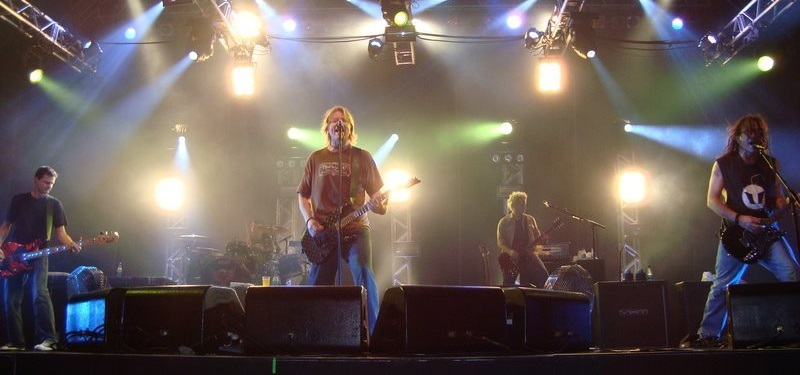
Kapela The Offspring při vystoupení v Brazílii v roce 2008

V květnu roku 2009 začala kapela na Havaji pracovat na novém materiálu pro nadcházející deváté studiové album Days Go By, které bylo vydáno 26. června 2012. Kapela znovu spolupracovala s producentem Bobem Rockem. Kytarista Noodles naznačil, že některé skladby na novém albu budou přebytky z nahrávání osmého alba Rise and Fall, Rage and Grace, které se však na albu nikdy neobjevily.

Dexter Holland v několika rozhovorech uvedl, že doufá, že nahrávání nebude trvat tak dlouho jako u Rise and Fall, Rage and Grace.
Do nahrávání se zapojil i nový bubeník kapely Pete Parada, který s kapelou zatím nenahrával, ke kapele se znovu připojil i Josh Freese, který s ní spolupracoval na dvou předchozích albech. Nehledě na předchozí zprávy se nahrávání začalo prodlužovat a termín vydání posouvat, nejprve na rok 2011 a poté až na půlku roku 2012. 
15. února 2010 kapela na svých oficiálních stránkách oznámila, že v létě téhož roku vystoupí na dvou koncertech v západní Kanadě, konkrétně v Dawson Creek v Britské Kolumbii a v Gibbons v Albertě. Před nimi vystoupila kapela společně se skupinou Terrible Things na čtyřech koncertech na západním pobřeží, nejprve v Las Vegas a v Renu v Nevadě, poté Seattlu a ve Vancouveru. V březnu 2010 skupina uvedla, že se připojí ke skupinám 311 a Pepper na turné po Spojených státech, kam vyrazili hned po dvou koncertech v Kanadě.  Při turné si dala kapela pauzu od studiové práce a na vystoupeních zahrála některé nové skladby. Na koncertě v Las Vegas 18. června 2010 zahráli první novou skladbu „You Will Find a Way“, která se měla objevit na novém albu, nicméně na oficiálním uveřejněném seznamu se neobjevila. Někteří fanoušci kritizují, že zní podobně jako skladba „Times Like These“ od Foo Fighters. Kapela také představila cover verzi skladby „The Guns of Brixton“ od skupiny The Clash. V srpnu téhož roku zahráli na turné v Japonsku, pro které posléze kapela vydala speciální kompilační album Happy Hour!.
Během roku 2011 kapela pokračovala v nahrávání, avšak velmi často také koncertovala. Zavítala i do Prahy, své letní turné v roce 2011 zahájila v Průmyslovém paláci v Praze 16. srpna. Poté pokračovala do Německa a Itálie. Na přelomu března a dubna 2012 se kapela vrátila do Japonska na PunkSpring Festival, kde vystoupila v Tokiu a v Ósace společně s kapelami Sum 41, New Found Glory a All Time Low. Na festivalu kapela zahrála i několik nových skladeb z nadcházejícího alba. Na začátku června se kapela účastnila festivalu Rock am Ring and Rock im Park. 17. srpna 2012 vystoupila kapela v živém výstupu pro NBC v show s názvem „Tonight Show“ a bylo to poprvé, co se v této show kdy představila. Druhý den vystoupila na festivalu Sunset Strip Music Festival společně s kapelami Bad Religion, Marilyn Manson, Dead Sara a dalšími. Od 15. do 22. října 2012 kapela hrála opět v Japonsku, zastavila se v Tokiu, Jokohamě, Nagoje a Ósace. Potvrzena byla také účast na Soundwave festivalech v Brisbane, Melbourne, Sydney, Adelaide a v Perthu na konci února a na začátku března 2013.

## Styl a hudební vzory
I když jsou The Offspring označováni převážně jako pop punková nebo jednoduše punk rocková kapela, jejich muzika obsahuje znatelné prvky grunge z devadesátých let a někdy příležitostně ska. Příznačné jsou pro kapelu časté výkřiky „whoa“, „hey“ a „yeah“ v jejich písních. Kapela NOFX (se kterými byli v 90. letech ve stejném vydavatelství) si z nich v tomto ohledu udělala legraci v písni „Whoa on the Whoas“. Některé skladby zahrnují prvky asijské hudby, které mohou být slyšeny například ve skladbě „Pay the Man“ nebo v jedné sloce „Come Out and Play“. Jejich texty zahrnují široké spektrum témat, od mezilidských vztahů, například ve skladbách „She's Got Issues“, „Self Esteem“ a „Spare Me the Details“, po kritiku degradace komunity ve Spojených státech a celkové společnosti, zejména ve skladbách „It'll Be a Long Time“, „Americana“ a „Stuff is Messed Up“. V textech kapela často používá sarkasmus a poměrně často břitký jazyk, který se někomu může zdát příliš agresivní a někdy také vulgarity. To je vysvětleno na první skladbě alba Ixnay on the Hombre „Disclaimer“. Podobně jako „Disclaimer“ jsou i na dalších albech první nahrávky pouze jakýmsi uvítáním, „Time to Relax“ (z alba Smash), „Welcome“ (z alba Americana), „Intro“ (z alba Conspiracy of One) a „Neocon“ (z alba Splinter) jsou tomu příklady.
Za své vzory kapela považuje Agent Orange, The Adolescents, Angry Samoans, Bad Brains, Bad Religion, Black Flag, Channel 3, Circle Jerks, The Clash, D.I., The Damned, Darby Crash, Dead Kennedys, Descendents, The Dickies, Down By Law, Iron Maiden, Jane's Addiction, Bob Marley a The Wailers, Metallica, Minor Threat, Nirvana, Ramones, Red Hot Chili Peppers, Sex Pistols, Sham 69, Social Distortion, Thelonious Monster, T.S.O.L., The Vandals a Youth Brigade.

## Odkaz a odrazy v kultuře
Od úspěchu alba Smash, které získalo šest ocenění platinové desky a dostalo se mu celosvětového vysílání, přetrvává vliv kapely The Offspring dodnes. Jako jedna z nejpopulárnějších punkových skladeb devadesátých let těžila kapela na znovuoživení zájmu o pop punk a punk rock a oba tyto žánry se díky tomu staly hlavním proudem té doby. Navíc kapela The Offspring ovlivnila mnoho dalších, zejména AFI, The All-American Rejects, Blink-182, FM Static, Good Charlotte, Jimmy Eat World, Linkin Park, The Living End, Misono, My Chemical Romance, Paramore, Simple Plan, Steriogram, Sum 41, System of a Down a Valvomo. Losangeleské rádio KROQ zařadilo kapelu na 21. místo v seznamu „106,7 největších KROQ kapel všech dob“ a na 8. pozici v seznamu „Nejlepších 166 umělců let 1980-2008“.
Kapela The Offspring se objevila ve filmech Senzační únos, Batman navždy, Tajemství loňského léta, Fakulta, Varsity Blues, Ruka zabiják (který představuje portrét kapely, kde Dexter Holand hraje sebe sama), Já, mé druhé já a Irena, Křupan, Supersvůdníci, Bubliňák, Zvíře, Prci, prci, prcičky 2, Orange County, Z nuly hrdinou, Bowling for Columbine, Sláva jen pro mrtvé, Klik – život na dálkové ovládání, Jak jíst smažené žížaly. „Mota“, „Amazed“ a „The Meaning of Life“ byly použity v dokumentu Warrena Millera Snowriders 2. „Pretty Fly (For a White Guy)“ se nachází v epizodě Královské hry „Escape From Party Island“. „You're Gonna Go Far, Kid“ se objevila v epizodě seriálu 90210 We're Not in Kansas Anymore, kdežto „Kristy, Are You Doing Okay“ se objevila v epizodě Zero Tolerance. Ve videohrách se kapela objevila v Crazy Taxi, Tony Hawk's Pro Skater 4 a SingStar Rocks!. „Pretty Fly (For a White Guy)“ se objevila ve hře Guitar Hero: Van Halen. „Hammerhead“, „Gone Away“, „Pretty Fly (for a White Guy)“, „Self Esteem“, „All I Want“, „The Kids Aren't Alright“ a „A Lot Like Me“ se dají stáhnout do série her Rock Band. „Hammerhead“ se objevila v seznamu skladeb pro hru Madden NFL 09.

## Členové

### Současní členové
- Dexter Holland – vedoucí zpěv, rytmická kytara, piáno (1984–současnost)
- Noodles – vedoucí kytara, doprovodný zpěv (1985–současnost)
- Todd Morse – basová kytara, doprovodný zpěv (2019 - současnost)

### Hostující hráči
- Josh Freese – bicí na albech Splinter, Rise and Fall, Rage and Grace a Days Go By

### Dřívější členové
- Greg Kriesel – basová kytara, doprovodný zpěv (1984–2018)
- Doug Thompson – vedoucí zpěv (1984)
- James Lilja – bicí, perkuse, doprovodný zpěv (1984–1985, 1986–1987)
- Jim Benton – bicí, perkuse (1985–1986)
- Ron Welty – bicí (1987–2003)
- Adam „Atom“ Willard – bicí (2003–2007)
- Pete Parada – bicí, perkuse (2007–2021)

### Hráči doprovázející při turné
- Ronnie King – klávesy, perkuse, elektronické nástroje (2003–2004)
- Chris „X-13“ Higgins – perkuse, doprovodný zpěv, klávesy, kytara (1993–2005)
- Warren Fitzgerald – rytmická kytara, doprovodný zpěv (2008)
- Andrew Freeman – rytmická kytara, doprovodný zpěv (2008)
- Scott Shiflett – basová kytara, doprovodný zpěv (2008)
- Todd Morse – rytmická kytara, doprovodný zpěv (2009–současnost)

## Diskografie

### Studiová alba
- 1989 – The Offspring
- 1992 – Ignition
- 1994 – Smash
- 1997 – Ixnay on the Hombre
- 1998 – Americana
- 2000 – Conspiracy of One
- 2003 – Splinter
- 2008 – Rise and Fall, Rage and Grace
- 2012 – Days Go By
- 2021 – Let the Bad Times Roll
- 2024 - Supercharged

### Kompilace
- 2005 – Greatest Hits
- 2005 – Complete Music Video Collection (DVD)
- 2010 - Happy Hour!

### EP
- 1991 – Baghdad
- 1997 – Club Me
- 1998 – A Piece of Americana